# The Breeders
The Breeders és una banda de rock nord-americana de Boston, fundada el 1988 per Kim Deal, llavors baixista dels Pixies, i Tanya Donelly, guitarrista de Throwing Muses, dos dels grups més influents en l'escena independent de Boston a finals de 1980. Amb la decadència d'aquests dos grups The Breeders es va tornar més important per a totes dues artistes. El nom del grup fa referència a una paraula usada pels homosexuals nord-americans per referir-se als heterosexuals.

## Història
El seu primer àlbum va ser Pod el 1990, gravat per Steve Albini. La influència de Kim Deal és obvia, però es pot sentir el toc personal de la baixista Josephine Wiggs i de Britt Walford, el bateria del grup Slint (també conegut com a Shannon Doughton).
A l'EP Safari Kim Deal ja no formava part dels Pixies i havia contractat a la seva germana bessona Kelley per tocar la guitarra amb The Breeders. Donelly va deixar la banda per Belly i el bateria Jim MacPherson va arribar al grup per a la gravació de Last Splash. Cannonball, una de les cançons d'aquest disc, va ser un gran èxit.
El 1995 Kelley Deal es va veure involucrada en un cas de drogues; la seva germana Kim va formar en paral·lel el grup The Amps amb MacPherson i dues persones més. Després de la seva rehabilitació, Kelley va fundar The Kelley Deal 6000 i també forma Last Hard Men amb Sebastian Bach, el cantant de Skid Row, Jimmy Chamberlin, ex bateria de The Smashing Pumpkins i Jimmy Flemion dels Frogs.
Els rumors de refundació amb els membres originals van continuar circulant durant la dècada de 1990, tot i que es basaven únicament en la recuperació de Collage, gravat per la banda sonora de The Mod Squad. Les germanes Deal van reclutar a diversos músics per a una sèrie de concerts en 2001, i va tornar als estudis amb el guitarrista Richard Presley, el baixista Mando López i el bateria José Medeles per enregistrar el tercer àlbum d'estudi de The Breaders, Title TK, amb Steve Albini.
El 2004 Warner Music Group va anunciar la seva intenció de desprendre’s de The Breeders, a conseqüència de les fluixes vendes de l'àlbum TitleTK.
Un nou àlbum produït per Steve Albini, titulat Mountain Battles, amb tretze noves cançons, va ser llançat el 6 d'abril de 2008. Les dues germanes Deal varen tornar a estar acompanyades de Mando López al baix i José Medeles a la bateria.

## Components del grup original
- Kim Deal - guitarra, veu
- Josephine Wiggs - baix, veu
- Tanya Donelly - Guitarra
- Kelley Deal - guitarra, veu
- Jim MacPherson - Bateria

## Discografia

### Àlbums
- Pod (1990)
- Last Splash (1993)
- Title TK (2002)
- Mountain Battles (2008)

### EP
- Safari (1992)
- Head to Toe (1994)
- Fate to Fatal (2009)